# Rubens Campos
Rubens Campos (Rio de Janeiro, 16 de agosto de 1912 – Rio de Janeiro, 3 de novembro de 1985) foi um ritmista, cantor e compositor brasileiro, conhecido pelo pseudônimo de Carrol Blanchez. Henricão foi seu principal parceiro, com quem compôs  "Está Chegando a Hora", em 1941, uma adaptação da canção mexicana "Cielito Lindo", escrita em 1882 pelo compositor Quirino Mendoza y Cortés, que na voz de Cármen Costa, tornou o maior sucesso do Carnaval no ano seguinte.

## Obras
- A Festa É Boa (com Henricão)
- Ai Ai Ai (com Henricão)
- Bahia, Terra Santa (com Henricão)
- Casinha da Marambaia (com Henricão)
- Chegou a Hora (com Henricão)
- Chorei de Dor (com Henricão)
- Depois Que Ela Partiu (com Henricão)
- Está Chegando a Hora (versão: com Henricão)
- Formosa Morena (com Henricão)
- Já É de Madrugada (com Henricão)
- Mister Eco (com Ari Rabelo e Jarbas Reis)
- Não Me Abandone (com Henricão e J. Alcides)
- Não Poderei (com Ernâni Correia e Duba)
- Por Pouco... Pouco (com Raul Carrazzato)
- Salve a Mulher Brasileira (com Sebastião Lima)
- Será Possível? (com Henricão)
- Siga Seu Destino (com Henricão)
- Só Tinha Três Obras
- Vai Nessa? (com William Duba)